# Longshaws
Longshaws var en civil parish 1866–1955 när det uppgick i Meldon, i grevskapet Northumberland i England. Civil parish var belägen 8 km från Morpeth och hade 13 invånare år 1951.